# Девід Провал
Де́від Про́вал (*20 травня1942) — американський актор. Найбільш відомий за роль Річі Апріла у серіалі Клан Сопрано та у фільмі Мартіна Скорсезе Злі вулиці, у якому зіграв разом з Робертом Де Ніро.
Провал народився у Брукліні, Нью-Йорк в родині нащадка єврея. Девід знімався у таких картинах: Втеча з Шоушенка, Чотири кімнати, Ультрависока частота, Облога.